# VI Галльский легион
VI Галльский легион (лат. Legio VI Gallicana) — один из легионов поздней Римской империи.
Единственное упоминание о VI Галльском легионе содержится в «Истории Августов» — источнике ненадежном и полном недостоверной информации. Как сообщает автор данного труда, это подразделение принимало участие в сражении под Могонциаком с франками, переправившимися через Рейн и разорявшими галльские провинции. В то время военным трибуном легиона служил будущий император Аврелиан, сыгравший решающую роль в разгроме противника.
Некоторые современные авторы считают сомнительным существование этого легиона. Это может быть результатом ошибки автора Истории Августов. перепутавшим название VI Победоносного легиона, дислоцировавшегося в Британии. Возможно, VI Галльский легион был каким-то образом связан с XXII Первородным легионом, стоявшим лагерем в Могонциаке.